# Nakonanectes bradti
Nakonanectes è un genere estinto di plesiosauro elasmosauride vissuto nel Cretaceo superiore, circa 75,37 milioni di anni fa (Campaniano-Maastrichtiano), nel Montana, USA. Il genere contiene una singola specie, ossia N. bradti. Si tratta di uno dei primi elasmosauridi conosciuti del Nord America. A differenza di altri elasmosauridi, ha un collo relativamente corto.

## Descrizione
Nel novembre 2010, il cacciatore David Bradt incappò in un fossile di elasmosauro in un canyon nella Riserva Nazionale di Charles M. Russell. L'esemplare si rivelò essere una nuova specie di elasmosauro dal collo corto, successivamente nominata Nakonanectes bradti.
L'esemplare tipo, MOR 3072, è composto da uno scheletro quasi completo, comprendente il cranio, le prime 23 vertebre cervicali, una colonna vertebrale dorsale e caudale parzialmente conservata, parte dei cinti pettorale e pelvico, elementi delle zampe anteriori e posteriori, costole e gastralia. Come tutti i plesiosauri, Nakonanectes era dotato di zampe simili a pagaie, una piccola testa munita di denti aguzzi e un collo relativamente lungo.
Il fossile è stato ritrovato all'interno della Formazione Bearpaw, risalente al tardo Campaniano-Maastrichtiano inferiore, il che lo ha rende uno dei primi elasmosauridi conosciuti ad aver vissuto nel Mare interno occidentale.
Nakonanectes è un'elasmosauride relativamente piccolo rispetto ai suoi parenti più grandi, come Elasmosaurus, raggiungendo una lunghezza compresa tra 5,1-5,6 metri (17-18 piedi), rendendolo uno dei più piccoli elasmosauridi conosciuti. Aveva anche un collo molto più corto della maggior parte degli eleasmosauridi, con solo 39-42 vertebre cervicali.

## Classificazione
Descritto per la prima volta nel 2017, Nakonanectes bradti è un rappresentante della famiglia Elasmosauridae, un gruppo di plesiosauri caratterizzati solitamente da un collo allungatissimo.
Nakonanectes, tuttavia, era dotato di un collo più corto della maggior parte dei suoi simili. Ciò lo fa assomigliare molto ai membri del clade Aristonectinae, come Aristonectes, Kaiwhekea, Alexandronectes, i cui fossili sono stati ritrovati in Sud America. Ciò indicherebbe che gli elasmosauridi a collo corto si siano evoluti in più punti del globo, o che tale somiglianza sia frutto di una convergenza evolutiva dimostrando l'origine multipla di elasmosauri dal collo corto da antenati dotati di collo lungo, sia nell'emisfero settentrionale che in quello meridionale.